# Maserati 150S
La 150S è una autovettura da competizione costruita dalla Maserati dal 1955 al 1957. Fu preparata, similmente alla 200S, per sostituire le obsolete varianti da competizione della A6GCS. Non aveva portiere ed era a due posti. Segnò il ritorno del motore a quattro cilindro per le auto da corsa. Fu prodotta in 25 esemplari. Un solo esemplare fu carrozzato granturismo, ma il progetto fu abbandonato per la più grande Maserati 3500 GT.
Il progetto della vettura, chiamato “Tipo 53” fu iniziato da Vittorio Bellentani (1953) ed utilizzava un motore da 1484,1 cm³ di cilindrata (140 cv di potenza a 7500 giri al minuto). Questo propulsore fu inizialmente provato su una barca da Liborio Guidotti (1954) . Una rivisitazione della vettura ci fu nel 1956 per opera di Medardo Fantuzzi. La carrozzeria della prima serie s'ispirò a quella installata sulla 300S e fu sviluppata da Celestino Fiandri. Questa versione vinse la variante “dimezzata” dei 1000 km del Nürburgring (1955) con Jean Behra. La classica 1000 km non fu disputata infatti tutti gli anni, ma vi furono alcune edizioni, come quella del 1955, sostenute sulla distanza di 500 km. In questa gara il pilota della Maserati si lasciò alle spalle 13 Porsche. A molti dei 25 esemplari prodotti fu montato il motore della 200S, così da poter partecipare alla classe 2 litri. Un motore fu impiegato per la Formula 1, per l'inglese Emeryson.
Molte vetture furono vendute a clienti privati. La cosa non deve stupire, cioè la vendita di automobili da competizione a privati. Per essere omologate dalla FIA nella relativa categoria (in questo caso sport-prototipi) dovevano, infatti, essere prodotte in un certo numero, altrimenti sarebbero state considerate prototipi puri (se ne poteva costruire anche uno solo) ed avrebbero corso in un'altra categoria. Tra i primi acquirenti della 150S ci fu Alejandro De Tomaso, fondatore della casa automobilistica De Tomaso .
La versione da strada della 150S fu la 150 GT (1957). Carrozzata da Medardo Fantuzzi, fu costruita sul telaio della Maserati 200S. Era equipaggiata dallo stesso motore della 150S. Era quindi un quattro cilindri con una cilindrata di 1484 cm³. Sviluppava una potenza di 130 cv a 7500 giri al minuto . Raggiungeva la velocità massima di 200 km/h .